# Добровольский, Александр Ольгертович
Алекса́ндр Ольге́ртович Доброво́льский (бел. Алякса́ндр Альге́ртавіч Дабраво́льскі; род. 23 ноября 1958, Сула, Молодечненская область) — белорусский политический деятель, член Политсовета Объединенной гражданской партии, директор Восточноевропейской школы политических исследований.

## Биография
В 1982 году окончил радиофизический факультет, в 1995 году — юридический факультет Белорусского государственного университета. Работал техником, затем инженером-конструктором в Конструкторском бюро точного электронного машиностроения (КБТЭМ) с 1982 по 1990 годы.
В 1992 году — учредитель Независимого Института социально-экономических и политических исследований (НИСЭПИ). До 1994 года — исполнительный директор, 1994—1995 — научный сотрудник НИСЭПИ.
С 2007 года — председатель правления, с 2008 — директор Восточноевропейской школы политических исследований.
Женат. Жена — учительница, сын и дочь — студенты.
Хобби — электроника (в прошлом — профессия), музыка (меломан-коллекционер, в студенческие годы — музыкант, бас-гитарист), туризм, горные лыжи.

## Политическая деятельность

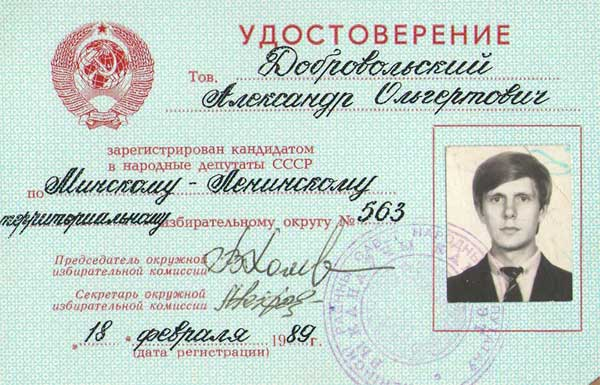

В 1989 году был избран народным депутатом СССР по территориальному округу в Минске. Работал в Комитете по промышленности (1989—1991), затем заместителем Председателя Комитета по правам и свободам человека (1991).
На Первом Съезде Народных депутатов СССР вошёл в состав Межрегиональной депутатской группы — первой демократической парламентской оппозиции в СССР. Работал вместе с Андреем Сахаровым, Борисом Ельциным, Анатолием Собчаком, Василём Быковым.
В 1990 году был одним из инициаторов создания Объединенной демократической партии (ОДПБ) — первой зарегистрированной в Белоруссии оппозиционной политической партии.
1991—1995 годы — председатель ОДПБ.
В 1995 году состоялось объединение ОДПБ с Гражданской партией — была создана Объединенная гражданская партия (ОГП). Александр Добровольский избран заместителем председателя ОГП.
В этом же году состоялись выборы в Верховный Совет Республики Беларусь. Александр Добровольский избран депутатом Верховного Совета, возглавил подкомиссию по СМИ, вошёл в состав фракции «Гражданское действие», основу которой составили члены ОГП.
В 1996 году был представителем группы депутатов Верховного Совета в Конституционном Суде по вопросу импичмента президента Лукашенко.
С 1995 года по 2006 годы — заместитель председателя, с 2006 года — член Политсовета Объединенной Гражданской Партии.
В 2001 году во время президентских выборов был заместителем руководителя избирательного штаба единого кандидата от широкой гражданской коалиции Владимира Гончарика, в 2006 году — заместителем руководителя штаба единого кандидата в президенты от Объединенных демократических сил Александра Милинкевича.
С 2007 года по 2009 год— член Президиума Политсовета Объединенных демократических сил Беларуси.
Выдвинут кандидатом в депутаты Палаты Представителей по списку Объединённых демократических сил на выборах, которые состоялись 28 сентября 2008 года. 19 сентября снял кандидатуру в знак протеста против политики властей, которые блокировали агитационную кампанию кандидата.
В 2020 году вошёл в Координационный совет по организации процесса преодоления политического кризиса. Является советникам и главой отдела внутренней политики в офисе Светланы Тихановской.
В конце 2023 года против Добровольского и ещё троих белорусских политических деятелей Следственный комитет Республики Беларусь начал специальное (заочное) производство по уголовное статье о противодействии законной деятельности избирательных комиссий. 18 марта 2024 года стало известно, что каждого из обвиняемых заочно приговорили к четырём годам лишения свободы якобы за попытку срыва референдума 2022 года путём написания писем с угрозами членам избирательных комиссий. В январе 2024 года СК объявил о втором специальном производстве против Добровольского, на этот раз по делу 20 независимых аналитиков. 1 июля того же года стало известно, что по этому делу Добровольского, которого объявили руководителем «экстремистского формирования», заочно приговорили к 11 с половиной годам лишения свободы и штрафу.

## Публикации
- Критерии эффективности экономического законодательства. // Открытое общество, 1998, № 2 (6), Минск;
- Выборы: подлинные, свободные и справедливые. Минск, 1999. (В соавторстве).
- Правовые барьеры против развития предпринимательства. // Бюллетень Клуба экономистов. № 4. Минск, 2000.
- Выборы: Правовые основы, избирательные технологии. Минск, 2000. (В соавторстве).
- Политические партии. Беларусь и современный мир. Минск, 2002. (В соавторстве). Минск, 2005 (Второе издание).
- Стратегия избирательной кампании. Минск, 2004.
- Статьи в белорусской и зарубежной прессе